# بيورن أندرسون
بيورن يوهان أندرسون (بالسويدية: Björn Johan Andrésen) هو ممثل وموسيقي سويدي. اشتُهر بدور الصبي الصغيرتادزيو في فيلم الموت في البندقية من إخراج لوتشينو فيسكونتي سنة 1971. على الرغم من نجاحه المبكر ، اتسمت حياته المهنية بالصراعات الشخصية والصورة العامة المثيرة للجدل. تم الترحيب به باعتباره نجمًا صاعدًا ، بل ولُقّب بـ "أجمل فتى في العالم".

## طفولته
ولد أندرسون في 26 يناير 1955 في ستوكهولم، السويد. تربى على يد جدته حيث لم يتم التعرف على والد أندرسون حتى اللحظة، ووالدته (باربرو إليزابيث أندريسن) انتحرت عندما كان عمره 10 سنوات. كان جزء من تعليمه في مدرسة داخلية في الدنمارك عندما كان طالباً، التحق أندريسن بمدرسة أدولف فريدريك للموسيقى في ستوكهولم.

## الحياة المهنية
ظهر أندرسون لأول مرة في فيلم En kärlekshistoria (1970)، في الوقت الذي تم فيه تمثيله في الموت في البندقية، مما أكسبه شهرة دولية. كان دور أندرسون هو تادزيو، الصبي البولندي الشاب الجميل الذي أصبح بطل الرواية الأكبر للفيلم (غوستاف فون أشينباخ) الذي يلعبه ديرك بوغاردي. قال لاورينس ج. كويرك في دراسته "الأفلام الرومانسية العظيمة" (1974) أن بعض لقطات أندرسون "يمكن أن تُستخرج من الإطار وتعلق على جدران متحف اللوفر أو الفاتيكان". بعد مهرجان كان السينمائي بعد عام من العرض الأول لفيلم الموت في البندقية، تلقى أندريسن عناوين الصحف العالمية باعتباره "أجمل فتى في العالم".
وصف أندريسن لاحقاً عدم ارتياحه لدوره في فيلم الموت في البندقية ومخرجه لوتشينو فيسكونتي، قائلاً: "عندما أشاهده الآن، أرى كيف استغلني ابن العاهرة ذاك جنسياً". في وقت إطلاق الفيلم، انتشرت شائعات في الولايات المتحدة بأن أندرسون كان مثلي الجنس (حيث تطلب دوره بأن يظهر وكأنه يتبادل النظرات الرومانسية مع بطل الرواية، وفي مشهد آخر يتم تقبيله ومداعبته من قبل صبي مراهق آخر)، وهو ما نفاه أندرسون بشكل قاطع. بعد العرض الأول للفيلم ، ضغط المخرج لوتشينو فيسكونتي على أندرسون لحضور ملهى للمثليين، حيث شعر هناك بالضيق بسبب تحديق الرجال البالغين به؛ وصف أندريسن التجربة لاحقًا بأنها "كالجحيم".
حرصاً منه على تبديد الشائعات المتعلقة بحياته الجنسية والتخلص من صورة "الفتى الجميل"، تجنّب أندرسون الأدوار والأجزاء المثلية التي شعر أنها ستلعب على مظهره الجميل، وتضايق عندما استخدمت الكاتبة النسوية جيرمين غرير صورة له من دون إذن منه على الغلاف من كتابها The Beautiful Boy. استشارت جيرمين غرير المصور ديفيد بيلي (الذي يمتلك حقوق نشر الصورة) قبل نشر الكتاب. أكد أندرسون أنه من الممارسات الشائعة عندما يستخدم أحد ما صورة لشخص محمي بحقوق الطبع والنشر من قبل فرد مختلف أن يبلغ الفرد المحمي, وأنه لم يكن ليوافق على استخدام جيرمين غرير لصورته لوانها كانت قد أبلغته بذلك.
بعد إصدار فيلم الموت في البندقية، أمضى أندرسون فترة طويلة في اليابان وظهر في عدد من الإعلانات التلفزيونية كما سجل العديد من الأغاني الشعبية هناك. يقال أن ظهوره في الفيلم باسم تادزيو قد أثر على العديد من فناني الرسوم المتحركة اليابانيين (المعروفين بتصويرهم للشباب والرجال الجميلين المعروفين باسم "بيشونين") ، وخاصة كيكو تاكيميا. منذ ذلك الحين، كان أندرسون محبوباً جداً في اليابان, وزار البلاد عدة مرات على مرور السنين.
ظهر أندرسون في عدة أفلام أخرى منها: Smugglarkungen (1985), Kojan (1992), Pelikaanimies (2004), وMidsommar (2019).
بالإضافة إلى كونه ممثلاً، فإن أندرسون موسيقي محترف يؤدي دوره ويقوم بجولات منتظمة مع فرقة الرقص سفين إريكس. في عام 2021، كان أندرسن محورًا لفيلم The Most Beautiful Boy in the World، وهو فيلم وثائقي يشرح بالتفصيل قصة حياته ومأساته بعد الشهرة بعد العرض الأول لفيلم الموت في البندقية.

## حياته الشخصية
أندرسون مقيم في ستوكهولم. وله ابنة، روبين (مواليد 1984)، من زوجته الشاعرة سوزانا رومان. أنجب أندرسن وزوجته سوزانا طفلًا آخر، ابن اسمه إلفين، توفي بمتلازمة موت الرضع المفاجئ في عمر 9 أشهر مما أسفر عن وقوع أندرسون في كآبة طويلة إثر وفاته. في مقابلة أجريت في عام 2020، صرح أندريسن أنه يعتقد أنه سيلتقي بابنه مرة أخرى "في الآخرة". أندرسون لديه حفيدان، ولد وبنت.

## روابط خارجية
- بيورن أندرسون على موقع IMDb (الإنجليزية)
- بيورن أندرسون على موقع ألو سيني (الفرنسية)
- بيورن أندرسون على موقع تيرنر كلاسيك موفيز (الإنجليزية)
- بيورن أندرسون على موقع أول موفي (الإنجليزية)
- بيورن أندرسون على موقع قاعدة بيانات الأفلام السويدية (السويدية)
- بيورن أندرسون على موقع ديسكوغز (الإنجليزية)
- بيورن أندرسون على موقع قاعدة بيانات الفيلم (الإنجليزية)
- بيورن أندرسون على موقع كينوبويسك (الروسية)